# Azeta mirzah
Azeta mirzah är en fjärilsart som beskrevs av Achille Guenée 1852. Azeta mirzah ingår i släktet Azeta och familjen nattflyn. Inga underarter finns listade i Catalogue of Life.